# KMFDM
KMFDM (abreviat de la Kein Mitleid Für Die Mehrheit, în traducere aproximativă „fără milă față de majoritate”) este o formație de muzică industrial condusă de multi-instrumentistul Sascha Konietzko, care a fondat-o în anul 1984. KMFDM a lansat 18 albume de studio și 24 de single-uri, înregistrând vânzări de peste 2 milioane de copii la nivel mondial.
Componența formației a suferit foarte multe schimbări de-a lungul anilor. Primii membri au fost bateristul german En Esch și vocalistul britanic Raymond Watts; ultimul membru a părăsit trupa și a revenit de mai multe ori. Chitaristul german Günter Schulz s-a alăturat în anul 1990 și a rămas în componență împreună cu Esch până la destrămarea formației din anul 1999. Konietzko a re-înființat KMFDM în anul 2002 (Esch și Schulz nu au mai revenit) și în 2005 a creat o componență permanentă formată din cântăreața americană Lucia Cifarelli, chitariștii britanici Jules Hodgson și Steve White, cât și bateristul britanic Andy Selway.
Criticii apreciază KMFDM ca fiind una din primele formații care au adus muzica industrial pe scena mainstream, deși Konietzko clasifică genul abordat ca „The Ultra-Heavy Beat”. Creația formației include riff-uri chitară de heavy metal, muzică electronică, înregistrări, cât și vocal masculin și feminin, care abordează o mulțime de stiluri. KMFDM are cel puțin un turneu după fiecare lansare majoră, iar membrii formației sunt recunoscuți pentru interacțiunea pe care o au cu fanii, atât online cât și în timpul concertelor. Aceștia au lucrat în afara KMFDM în proiecte solo, cât și colaborând cu alți muzicieni, în proiecte ca Pig (Watts) în anul 1988, Excessive Force (Konietzko) în anul 1991 și Slick Idiot (Esch și Schulz) în anul 2001.

## Membri

### Membri actuali
Componența oficială:
- Sascha Konietzko – vocal, chitară, chitară bas, programare, claviatură, sintetizator, percuție; 1984 - prezent
- Lucia Cifarelli – vocal, claviatură; 2002 - prezent
- Andy Selway – baterie; 2002 - prezent

### Foști membri
- Steve White – chitară; 2005 - 2015
- En Esch – vocal, baterie, chitară, programare; 1985 - 1999
- Jules Hodgson – chitară, chitară bas, claviatură; 2002 - 2016
- Raymond Watts – vocal, programare; 1984 – 1988, 1995, 1997, 2002 – 2004
- Günter Schulz – chitară, programare; 1989 - 1999
- Mark Durante – chitară; 1992 - 1997
- Tim Skold – vocal, chitară, bas, baterie, programare; 1997 – 1999, 2002 - 2009

## Discografie
| - Opium (1984) - What Do You Know, Deutschland? (1986) - Don't Blow Your Top (1988) - UAIOE (1989) - Naïve (1990) - Money (1992) - Angst (1993) - Nihil (1995) - Xtort (1996) | - Symbols (1997) - Adios (1999) - Attak (2002) - WWIII (2003) - Hau Ruck (2005) - Tohuvabohu (2007) - Blitz (2009) - WTF?! (2011) - Kunst (2013) - Our Time Will Come (2014) - Hell Yeah (2017) - Paradise (2019) |